# Neptis quintilla
Neptis quintilla är en fjärilsart som beskrevs av Paul Mabille 1890. Neptis quintilla ingår i släktet Neptis och familjen praktfjärilar. IUCN kategoriserar arten globalt som livskraftig. Inga underarter finns listade i Catalogue of Life.